# Новое Азарово
Новое Азарово — деревня в Угранском районе Смоленской области России, в составе Арнишицкого сельского поселения. Населения нет, деревня ликвидирована.
Расположена в юго-восточной части области в 25 км к югу от Угры, в 18 км восточнее автодороги Знаменка-Спас-Деменск, на берегу реки Ворона. В 4 км восточнее от деревни находится железнодорожная станция Завальный на линии Торжок-Брянск. 

## История
В годы Великой Отечественной войны деревня была оккупирована гитлеровскими войсками в октябре 1941 года, освобождена в марте 1943 года.